# Acrea Zest
L'Acrea Zest est un quadricycle lourd à moteur fabriqué depuis 2006 et reprenant le principe de la Citroën Méhari avec sa carrosserie tout en plastique. Elle est proposée à partir de 11 500 euros.
Elle est visible dans le film Le Gendre idéal 2.